# Ombre sul Canal Grande
Ombre sul Canal Grande è un film italiano del 1951, diretto da Glauco Pellegrini. Presentato alla Mostra di Venezia 1951.

## Trama
In una Venezia insolita, malinconica e tetra si consuma un dramma: scompare il dott. Carlo Pavani, stimato funzionario delle Assicurazioni Generali. Nella nobile famiglia dello scomparso si scontrano due posizioni: quella della moglie Daniela, volta a far luce sulla scomparsa del marito e quella della madre del Pavani, un'altera contessa, chiamata La Pavana per il suo forte autoritarismo, tendente a smorzare il caso per la preoccupazione di uno scandalo. In realtà Daniela, che da tempo coltiva una fosca relazione con l'aitante Stefano che abita nell'isola di Torcello, è rosa dal dubbio e dal rimorso per la scomparsa del marito e ingaggia uno stravagante investigatore privato per capire cosa sia accaduto.
Nel frattempo il cadavere del dottor Pavani viene ripescato nella laguna veneziana e questo ritrovamento induce anche uno zelante commissario di polizia ad indagare sulla sua sorte. Daniela, dopo ripetuti scontri con la suocera che teme uno scandalo e pretende l'insabbiamento del caso, viene informata dall'investigatore che suo marito la pedinava; teme pertanto che egli si sia ucciso sentendosi tradito e tenta di interrompere la sua relazione con l'amante.
Successivamente, una volta ripresa la relazione, scopre che suo marito in realtà aveva scoperto del tradimento subito e si era recato a Torcello per parlare con Stefano; questi, nel timore di essere aggredito, lo aveva sopraffatto gettandolo in acqua dove era annegato. Daniela tenta quindi una fuga con il suo amante ed assassino del marito ma, dopo un intervento della polizia guidata dal commissario che aveva proseguito le indagini, Stefano muore a sua volta.

## Critica
(...) Dietro la facciata di questa Venezia, Pellegrini tenta la scoperta della borghesia veneziana, dei suoi difetti e delle sue virtù. (Domenico Meccoli su Cinema, n. 69 del 1º settembre 1951).